# Spaniocelyphus sinensis
Spaniocelyphus sinensis är en tvåvingeart som beskrevs av Yang och Liu 1999. Spaniocelyphus sinensis ingår i släktet Spaniocelyphus och familjen Celyphidae. Inga underarter finns listade i Catalogue of Life.